# Christoph von Schwalch
Christoph von Schwalch, auch Christoffer (* 14. Mai 1649; † 1720 in Stockholm) war ein schwedischer Jurist und Kanzler von Schwedisch-Pommern.
Christoph von Schwalch war ein Sohn des 1643 in den schwedischen Adelsstand erhobenen Christoph Friedrich von Schwalch († 1656) und der Christina Trotzig (1615–1697). Der Vater war königlicher Sekretär der schwedischen Kanzlei im Heiligen Römischen Reich. Sein Großvater Samuel Schwalch († 1615) war Stadtsyndikus in Stettin und zugleich Syndikus der Landstände Hinterpommerns. 
1682 wurde Christoph von Schwalch Assessor des Svea hovrätt. 1692 wurde er in Stettin Regierungsrat und 1693 Kanzler der schwedischen Regierung in Pommern. In den Jahren 1698 und 1699 gehörte er einer Kommission an, die unter der Leitung des Vizepräsidenten des Wismarer Tribunals, Wilhelm Julius Coyet, im Auftrag Karls XII. die Münzverhältnisse in Schwedisch-Pommern und deren Beeinflussung durch den abgesetzten Generalgouverneur Nils Bielke untersuchen sollte. Christoph von Schwalch gehörte zu den Gegnern Bielkes.